# Anceu (filho de Licurgo)

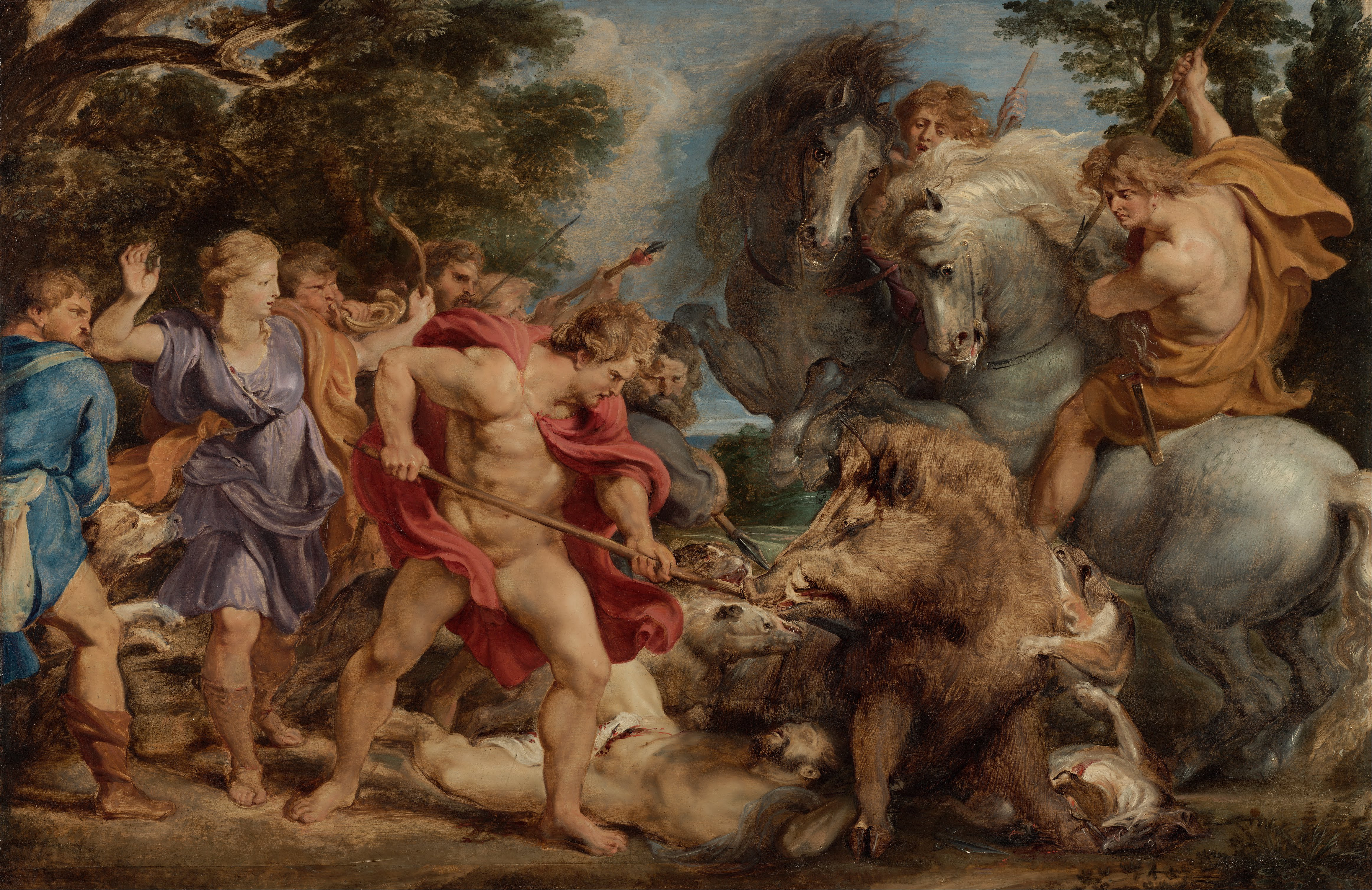
A Caça do Javali Calidônio (The Calydonian Boar Hunt, em inglês), óleo sobre madeira de Peter Paul Rubens, 1611-1612.

Anceu, na mitologia grega, foi um filho do rei da Arcádia Licurgo e um dos argonautas, que morreu na caçada ao javali calidônio.
Anceu era filho de Licurgo, filho de Aleu.
Anceu foi um dos argonautas. Quando ocorreu a expedição dos argonautas, Licurgo enviou seus irmãos Anfidamas e Cefeu, filhos de Aleu, junto com Anceu, mas Licurgo ficou em Tégea cuidando de Aleu, que já estava bem velho. Aleu não queria que Anceu partisse, e escondeu suas armas e a armadura, mas Anceu foi vestido com a pele de um urso, e levando um machado de dois gumes como arma. Outro Anceu na expedição era filho de Posidão.
Ele morreu na caçada ao javali de Calidão.
Ele foi o pai de Agapenor, quem liderou as tropas da Arcádia na Guerra de Troia, pois Licurgo foi sucedido por Équemo, filho de Aéropo, filho de Cefeu, filho de Aleu, e Équemo foi sucedido por Agapenor.